# Aristida effusa
Aristida effusa är en gräsart som beskrevs av Johannes Jan Theodoor Henrard. Aristida effusa ingår i släktet Aristida och familjen gräs.
Artens utbredningsområde är Namibia. Inga underarter finns listade i Catalogue of Life.